# Rayman 3: Hoodlum Havoc
Rayman 3: Hoodlum Havoc is een computerspel dat is ontwikkeld door Ubisoft. Het spel kwam in 2002 op de markt voor verschillende platforms. Het spel is een platformspel en het derde deel van de Rayman-serie.

## Power-Ups
Rayman 3 bevat een nieuw concept in verband met superkrachten die de speler het gehele spel door nodig heeft. Vele levels bevatten een soort van zwevende conservenblikken (of een schoen) die, wanneer Rayman erdoor loopt, een speciale kracht toevoegen van zijn basiskrachten en hem een nieuwe outfit geven in de kleur van het blik.
Hoodlums met een $-teken zullen deze blikken laten vallen als Rayman ze verslaat. De blikken en hun krachten zijn na een tijd uitgewerkt. Verder zijn er ook krachten die niet uit een blik komen. Zo krijgt de speler een groot deel van het spel de mogelijkheid zijn tong uit te steken naar verslagen Hoodlums, die terug in de vorm van Zwarte Lums (vliegen) veranderen als Rayman ze verslagen heeft, waardoor ze bang worden en terugveranderen in Rode Lums die Rayman extra Hit Points geven. Ook zijn er in sommige levels ballonnen aanwezig die kapotspringen als Rayman erop springt en die hem omhoog laten vliegen. Zo kan hij van de ene ballon naar de andere springen en bovendien van het ene plateau naar het andere.
| van                          | naar                         | via                                   |
| ---------------------------- | ---------------------------- | ------------------------------------- |
| The Fairy Council            | Clearleaf Forest             | Teensie Highway                       |
| Clearleaf Forest             | The Bog of Murk              | Teensie Highway                       |
| The Bog of Murk              | The Land of the Livid Dead   | Spiegel                               |
| The Land of the Livid Dead   | The Desert of the Knaaren    | Teensie Highway                       |
| The Desert of the Knaaren    | The Longest Shortcut         | (magische krachtpoort)                |
| The Longest Shortcut         | The Summit Beyond the Clouds | Schip                                 |
| The Summit Beyond the Clouds | Hoodlum Headquarters         | Snowboard                             |
| Hoodlum Headquarters         | The Tower of the Leptys      | Explosie (Rayman wordt weggeslingerd) |

(Teensie Highway, is een wormgat vol met bloemen, harten en Peace-tekens, waar Rayman op een Funkyboard (zwevend board) door zweeft)
- Door diamanten te verzamelen verdient de speler punten. Deze diamanten vind je vaak in Piggybanks (mislukte spaarvarkens gemaakt door de Hoodlums) en in drie verschillende soorten:
  - Gele Diamanten:10 punten
  - Rode Diamanten: 30 punten
  - Groene Diamanten: 1500 punten

## Personages
- Rayman; de protagonist van het verhaal zonder armen, benen of nek.
- Globox; Raymans beste vriend.
- Murfy; een vliegende kikker die Rayman aan het begin van het spel helpt.
- Otto; de eerste dokter, die Duits is en vroeger soldaat was.
- Romeo; de tweede dokter, die hippie is.
- Gonzo; de derde dokter, die Chinees is.
- Teensie; de beestjes die in de kooien zitten met een grote neus, de drie dokters zijn teensies.
- rode Lums; rustige beestjes die tijdens het spel Rayman helpen.
- Hoodlums; de vijanden in het spel; dit waren ooit rode Lums (Hoodlums veranderen in Red Lums door ze bang te laten worden).
- André; de baas van de Hoodlums en de antagonist van het spel; hij vleit soms om iets gedaan te krijgen.
- Bégoniax; een heks uit The Bog Of Murk en stiekem verliefd op Razoff.
- Razoff ; een jager op wie Bégoniax verliefd is.
- Reflux; de dienaar van de baas van de Knaaren, hij is de sterkste Knaaren.
- Gumzi; de kleine Knaarenkoning.

## Recensies
Algemeen heeft het spel positieve recensies gekregen. Het spel is grotendeels geprezen voor zijn graphics en geluidskwaliteit. IGN prees de voice-acting en zei: exactly what the Rayman franchise has been begging for (precies wat de Rayman series nodig hadden), terwijl GameSpot verklaarde dat de dialoog aan de mindere kant was.
Hieronder zijn een gegeven cijfers van de recensies:
- IGN: 8,9 van 10
- Gamespy: 2 uit 5 sterren
- Gamespot: 8,1 van 10
- GameCritics.com: 8,5 uit 10
- ActionTrip: 8,5 uit 10
- Nintendojo: 9,5 uit 10
- Gameinformer: 8,5 uit 10
- GameKiq: 9,2 uit 10

## HD-remake
In november 2011 kwam er een HD-remake uit van dit spel voor de PlayStation Network en Xbox Live Arcade. Dit spel loopt op 60 frames per seconde bij een resolutie van 720p.